# Теракт на рождественском базаре в Берлине
Теракт на рождественском базаре на Брайтшайдплац в Берлине произошёл вечером 19 декабря 2016 года. Грузовик-фура с полуприцепом въехал на заполненную людьми территорию рождественского базара на площади Брайтшайдплац в берлинском районе Шарлоттенбург. Проехав по территории базара между торговыми лавками и пробив торговый ряд, грузовик снова выехал на прилегающую улицу и вскоре остановился, после чего водитель обратился в бегство. В результате наезда под колёсами фуры погибло 11 человек, ещё более 50 посетителей получили ранения различной степени тяжести. Кроме того, в оставленной фуре на месте пассажира было найдено ещё одно тело. Ответственность за теракт взяла на себя организация «Исламское государство». В результате осмотра брошенного грузовика полиция вышла на подозреваемого — 24-летнего тунисца Аниса Амри, который спустя пять дней — 23 декабря был убит недалеко от итальянского Милана в ходе перестрелки с местными полицейскими.

## Ход событий

Схема движения грузовика по рождественскому базару

В 20:02 по местному времени грузовик-фура модели Scania-R-450 с польскими номерами въехал со стороны Кантштрассе (нем. Kantstraße) на территорию рождественского базара недалеко от Мемориальной церкви и «Европа-центра» на Брайтшайдплац — центральной площади так называемого Сити-Вест — главного делового центра Западного Берлина. Загруженный стальными конструкциями грузовик, проехав по территории базара между торговыми лавками 60—80 метров, сбил одну из палаток и выехал на Будапештскую улицу (нем. Budapester Straße), где через некоторое время самостоятельно остановился. В результате наезда на посетителей базара под колёсами грузовика погибли 11 человек. Ещё более 50 человек получили ранения различной степени тяжести, в том числе 12 — тяжёлые повреждения.
После получения первых сведений о размере теракта, берлинская больница Шарите объявила чрезвычайное положение и выслала врачебные бригады на место происшествия. В районе Сити-Вест было приостановлено движение автобусов, однако метрополитен работал в обычном режиме.
Многочисленные свидетели видели, как один мужчина спешно покинул кабину грузовика. Один из свидетелей попытался преследовать беглеца, однако тому удалось скрыться в направлении Тиргартена. Спустя час, в 20:56 полицией на основании показаний свидетелей в районе Колонны Победы был арестован 23-летний пакистанец, прибывший в Германию 31 декабря 2015 года в качестве беженца (его прошение ещё находилось на стадии рассмотрения) и уже ранее попадавший в поле зрения полиции за мелкие правонарушения. Так как задержанный отрицал свою вину и против него не имелось достаточных улик, мужчина вскоре был отпущен. Во вторник при обыске в брошенном грузовике были обнаружены документы и мобильный телефон, а затем и отпечатки пальцев некоего Аниса Амри, запросившего убежище в Германии и получившего отказ ещё в июне.
Со среды 21 декабря Анис Амри был объявлен в международный розыск. В пятницу 23 декабря на севере от итальянского Милана в городке Сесто-Сан-Джованни около 3 часов ночи во время рутинного контроля местные полицейские потребовали от Амри предъявить удостоверяющие личность документы, после чего тот открыл по ним огонь из пистолета 22 калибра, ранив одного из полицейских. В результате перестрелки Амри получил два огнестрельных ранения в грудь, одно из которых оказалось смертельным. По заявлению начальника полиции Милана Антонио де Лезу, его сотрудники проявили мужественное и примерное поведение в сложившейся ситуации. Также он опроверг появившиеся ранее в прессе сообщения о том, что Амри во время перестрелки выкрикивал фразу «Аллаху Акбар!». Личность убитого преступника была подтверждена по отпечаткам пальцев. Позднее следствие восстановило полный маршрут преступника. Сначала он на поезде из Берлина прибыл в Неймеген (Нидерланды), где его утром в среду засняли камеры наблюдения на вокзале. Из Неймегена Амри на автобусе добрался до французского Лиона, после чего на поезде отправился в Шамбери, а затем в итальянский Турин и Милан. Из Милана Амри на автобусе добрался до вокзала Сесто-Сан-Джованни, где его и застали полицейские на посте контроля примерно в 3:30 часов.

## Расследование

### Грузовик и найденное в кабине тело
Грузовик с гданьской регистрацией (номер-GDA 08J5) принадлежит польской экспедиционной фирме Ариэля Журавского (пол. Ariel Żurawski) из расположенного в 45 км от Щецина небольшого посёлка Собимышля (гмина Грыфино). По полученным по GPS данным, грузовик прибыл в Берлин в понедельник утром с грузом металлоконструкций и около 9.00 часов прибыл на Фридрих-Краузе-Уфер, где располагаются склады фирмы ThyssenKrupp, для которой польский грузоперевозчик взял подряд на доставку 25 тонн конструкционной стали из итальянского Турина. Так как склад был ещё не готов к приёму товара, водитель грузовика Лукаш Урбан (пол. Łukasz Urban) припарковался на близлежащей стоянке. Чем занимался Урбан после этого точно неизвестно, однако по имеющимся данным, он в последний раз разговаривал со своей женой по мобильному телефону примерно в 15 часов, после чего более не выходил на связь.
Полученные данные с GPS говорят о том, что в 15.44 была осуществлена попытка включения мотора грузовика, затем мотор работал с 16.32 по 17.34, во время чего грузовик перемещался по территории парковки, что может говорить о том, что грузовик в это время «обкатывался» в качестве пробы. Наконец, в 19.37 грузовик покинул парковку и отправился в сторону центра города и в 20.02 настиг рождественский базар на площади Брайтшайдплац.
В первые часы после теракта в СМИ появились сообщения о том, что польский водитель мог быть ещё жив в момент совершения теракта и был убит, пытаясь помешать преступнику. На теле Урбана были найдены огнестрельные ранения, а в кабине грузовика были обнаружены следы борьбы. В некоторых СМИ также появились спекуляции о том, что если бы поляк не вступил в борьбу с террористом, то количество жертв могло быть значительно большим. Однако позднее расследование показало, что Урбан всё же был застрелен выстрелом в голову в промежутке между 16:30 и 17:30 часами — ещё до совершения теракта. Грузовик же был остановлен в результате автоматического срабатывания тормозной системы, запущенной бортовым компьютером. Установленная в нём тормозная система с помощью подключённой видеокамеры и специальных сенсоров распознаёт препятствия на пути грузовика и автоматически включает тормоза, если водитель в течение одной секунды не реагирует на предупреждающие сигналы.

### Личность террориста

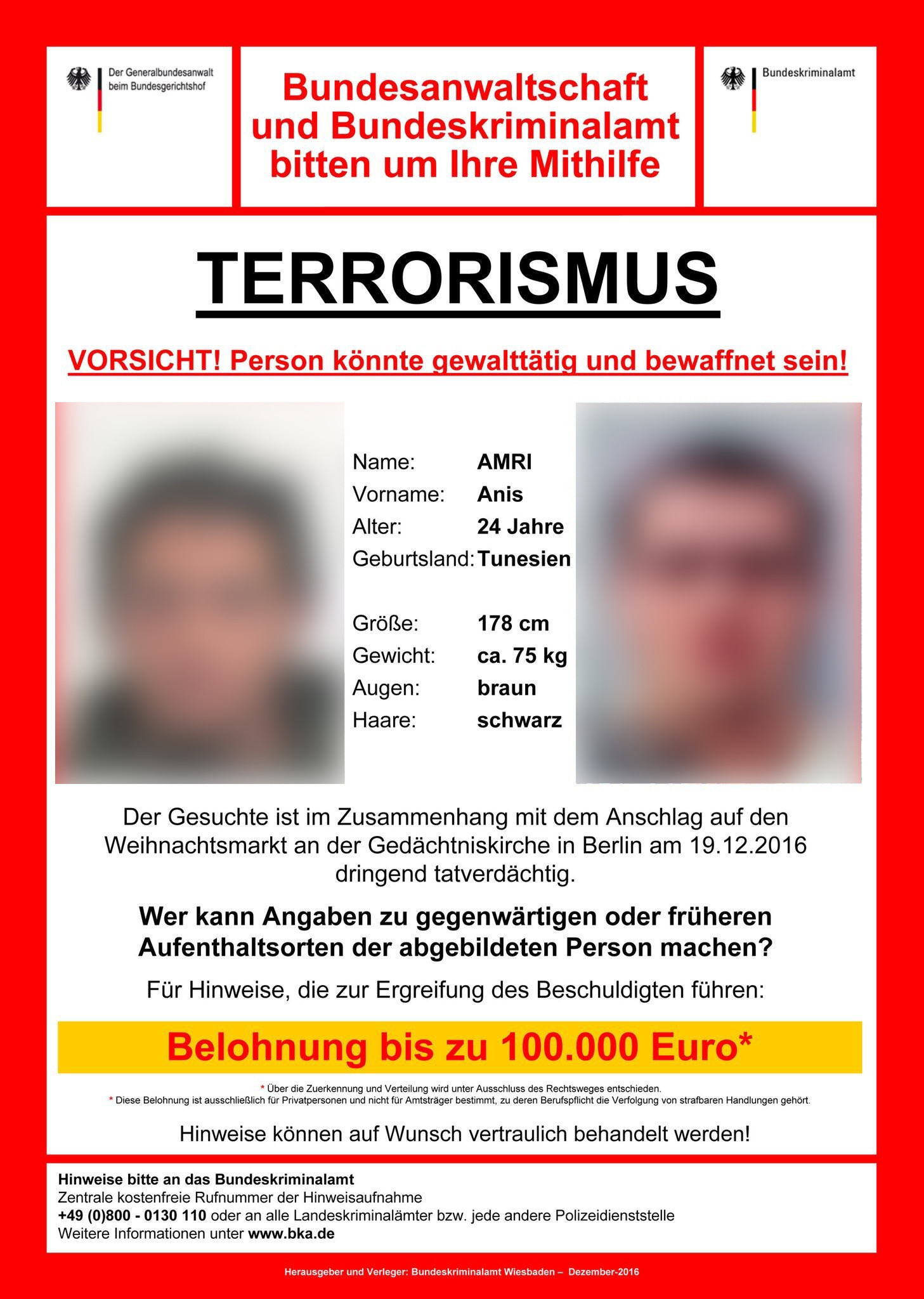
Ориентировка на Аниса Амри

В результате обыска грузовика в его кабине были обнаружены портмоне с 230 евро, мобильный телефон модели HTC и документы, выданные миграционной службой Германии на имя Ахмеда Алмасри (нем. Ahmed Almasri), зарегистрированного ранее в лагере для беженцев в Эммерихе. Как позднее выяснилось, Алмасри — это одно из многочисленных вымышленных имён, принадлежащих Анису Амри, который, используя фальсифицированные данные пытался обмануть миграционную службу Германии. Так как на тот момент немецкие службы безопасности уже знали о вымышленных идентичностях Аниса Амри и, более того, подозревали его в возможных связях с исламским терроризмом, в среду он был объявлен в международный розыск.
По данным спецслужб, Анис Амри (араб. أنيس العامري‎, Anīs al-ʿĀmirī, нем. Anis Amri) родился 22 декабря 1992 года в Татавине в Тунисе. В начале 2011 года Амри покинул страну и через Лампедузу прибыл в Италию, выдав себя за беженца. По данным итальянского издания La Stampa Амри указал 1994 своим годом рождения, поэтому он числился несовершеннолетним и был направлен в школу, где постоянно срывал занятия. В конце концов, он попытался устроить поджог в школе, в результате чего в сентябре 2011 года был арестован и приговорён к четырём годам тюрьмы. В мае 2015 года Амри был освобождён и сразу же направлен в депортационный лагерь в Кальтаниссетте на Сицилии, однако его насильственное выдворение в Тунис оказалось невозможным по причине того, что Тунис отказался принимать Амри. В результате этого, мужчина был отпущен с предписанием покинуть пределы Италии. По информации СМИ, у себя на родине за время своего пребывания в Италии Амри также был заочно приговорён к пяти годам лишения свободы за разбой.
В июле 2015 года Амри прибыл во Фрайбург в Германию, откуда он отправился далее в Северный Рейн-Вестфалию, где, среди прочего, был зарегистрирован в Оберхаузене, а затем в Клеве, используя фальсифицированные данные и имена. В апреле 2016 года в Дортмунде Амри подал заявление о предоставлении политического убежища, выдав себя за египтянина, преследуемого на родине по политическим мотивам. Так как мужчина не знал египетского диалекта и не мог дать простых сведений о Египте, в его просьбе было отказано. Тем не менее до момента своей депортации Амри как зарегистрированный проситель статуса беженца, согласно немецкому законодательству имел право на пребывание в Германии (нем. Duldung) и на получение социального пособия. Также в апреле 2016 года на Амри было заведено уголовное дело в Дуйсбурге за использование фальсифицированных данных для обмана социальной службы с целью получения нескольких социальных пособий, выданных на разные имена.
Летом 2016 года Амри был арестован во Фридрихсхафене во время контроля за использование поддельных итальянских документов. В июне 2016 года миграционная служба Германии вынесла решение о депортации. Однако правительство Туниса отказалось признать мужчину своим гражданином и выдать ему тунисское удостоверение личности, в результате чего депортация затянулась. Правительство Туниса выдало новые документы на Амри лишь 21 декабря — уже после совершения им теракта. Согласно опубликованному в январе 2017 года отчёту, всего за период с 27 октября 2015 по 14 декабря 2016 года Амри фигурировал в 60 протоколах, зафиксированных полицией Северного Рейна-Вестфалии, Берлина и федеральной уголовной службы.
Результаты вскрытия позже показали, что Амри не только торговал наркотиками, о чём было известно ранее, но и сам регулярно употреблял экстази, кокаин, марихуану и гашиш. Следователи не исключают, что в момент совершения теракта он также находился под действием наркотиков. По версии следствия, застреленный в Милане террорист направлялся на Сицилию, где он уже ранее ухаживал за местной жительницей, проживая в лагере для беженцев. Кроме того, следствие показало, что Амри безуспешно пытался завести знакомства с европейскими женщинами с целью заключения брака, что могло бы предотвратить его депортацию из страны.

### Связь с исламистами
Практически сразу после прибытия в Германию Амри начал искать контакты с известными исламистами, такими как проповедник «Исламского государства» Абу Валаа (Abu Walaa), а также сблизился с салафитскими группами из Дуйсбурга и Дортмунда, в результате чего он попал в поле зрение немецких служб безопасности и был включён в особый список, содержащий islamistischer Gefährder — потенциально опасных исламистов, которые могут совершить теракт, однако в отношении которых отсутствуют прямые доказательства. Тем не менее, управление уголовной полиции земли Северный Рейн-Вестфалия завело на него уголовное дело по подозрению в подготовке преступлений против государственной безопасности (§ 89a УК ФРГ). Так как с февраля 2016 года Амри в основном находился в Берлине, в марте дело было передано в управление уголовной полиции по Берлину. Однако в результате слежки за Амри полиции удалось лишь доказать его причастность к торговле наркотиками в Гёрлитцевском парке (нем. Görlitzer Park), но не удалось обнаружить никаких указаний на возможную подготовку теракта, в связи с чем с сентября 2016 года слежка за Амри, согласно закону, была приостановлена, и Амри исчез из поля зрения правоохранителей.
По данным СМИ, пристально следили за Амри и в немецком Общем Центре по борьбе с терроризмом, где также имелась информация о том, что мужчина искал контакт с представителями «Исламского государства», чтобы предложить им свои услуги. Как минимум дважды в Центре по борьбе с терроризмом обсуждалась возможность того, планирует ли Амри конкретный теракт в Германии, и каждый раз такая возможность оценивалась там как маловероятная. Согласно данным газеты Die Welt, марокканские спецслужбы также дважды предупреждали спецслужбы Германии (19 сентября и 11 октября этого года) о связях Амри с «Исламским государством» и его готовностью к совершению теракта.

### Непосредственное участие «Исламского государства»
Брат, всё в порядке, так хочет Бог, брат, всё в порядке. Я в машине. Ты меня понял? Молись за меня, брат, молись за меня!
Информация о том, что ответственность за теракт в Берлине несёт террористическая группировка «Исламское государство», появилась в англоязычной прессе практически сразу после совершения теракта, однако немецкая пресса заявляла об отсутствии подобных заявлений от ИГ к указанному часу. Вечером во вторник представители ИГ через своё информационное агентство Amaq опубликовали заявление, в котором официально взяли ответственность за берлинский теракт и назвали Амри «воином Исламского государства». В пятницу 23 декабря агентство Amaq также обнародовало видео, в котором Амри даёт присягу на верность лидеру «Исламского государства» Абу Бакру аль-Багдади. В ходе расследования также выяснилось, что Амри за 20 минут до теракта отправил сообщение через мессенджер Telegram, содержащее фото из кабины угнанного грузовика.
Ряд СМИ обратил внимание, что в ноябрьском номере журнала ИГ «Румия» были опубликованы подробные инструкции по совершению атак с помощью грузовика. Журнал рекомендовал, в частности, угонять грузовики и направлять их на скопления людей, в том числе на рынки под открытым небом. Аналогичный теракт в Ницце журнал назвал «отличным примером».
В СМИ ведутся дискуссии о том, оставил ли Амри свои документы в грузовике намеренно или случайно. Некоторые авторы проводят параллель с терактом в Charlie Hebdo в январе 2015 года в Париже, во время которого один из террористов также (случайно или намеренно) оставил свой паспорт в автомобиле, на котором преступники скрылись с места преступления.

### Возможные сообщники
24 декабря в Кайруане (Тунис) были арестованы трое сообщников террориста — мужчины от 18 до 27 лет, один из которых — 24-летний племянник Амри. По имеющимся данным, Амри склонял своего племянника к даче присяги на верность ИГ. В марте 2017 года в Турции также были арестованы четверо граждан Германии ливанского и иорданского происхождения, которых турецкие власти подозревают в связях с Амри.

## Погибшие и раненые
| Гражданство | Жертвы |
| ----------- | ------ |
| Германия    | 8      |
| Польша      | 1      |
| Италия      | 1      |
| Чехия       | 1      |
| Украина     | 1      |
| Израиль     | 1      |
| Всего       | 13     |

В результате теракта непосредственно под колёсами грузовика, а также в первые сутки после событий от полученных ранений скончалось 11 человек. Вечером, 24 декабря были официально обнародованы данные о национальностях всех погибших. Семеро из них — граждане Германии. Кроме того, среди убитых — три иностранные гражданки — по одной из Италии, Израиля и Чехии. Также сообщается об одном погибшем украинце. Двенадцатым погибшим является польский гражданин — настоящий водитель грузовика. Всего среди 12 погибших шесть мужчин и шесть женщин, детей среди них нет. Количество раненных, согласно последним данным, составило 53 человека. Среди них, кроме прочего, также граждане Израиля, Великобритании, Испании, Венгрии, Финляндии и Ливана.
Польский водитель грузовика Лукаш Урбан (пол. Łukasz Urban) жил в деревне Рожново (гмина Бане) Западно-Поморского воеводства. Премьер-министр Польши Беата Шидло подписала указ о назначении семье Урбана, жене Зузане и 17-летнему сыну, специальной пенсии за героический поступок Лукаша. В Германии на сайте change.org стартовала петиция с предложением наградить поляка орденом «За заслуги перед Федеративной Республикой Германия», которая была однако вскоре приостановлена до окончания прояснения ситуации. Сбор средств на поддержку семьи Урбана стартовал через краудфандинг также и в Великобритании, где уже в первую неделю было собрано более 200 тысяч евро.
Среди семи погибших немцев — 32-летний студент Себастиан Б. из города Бранденбург-на-Хафеле, отмечавший с друзьями успешную сдачу экзамена; берлинец Петер Ф., бывший на рождественском базаре со своим американским партнёром, который также получил серьёзные ранения; 65-летняя женщина из города Нойс, чьё имя не называется и 53-летняя женщина из бранденбургского района Даме-Шпревальд.

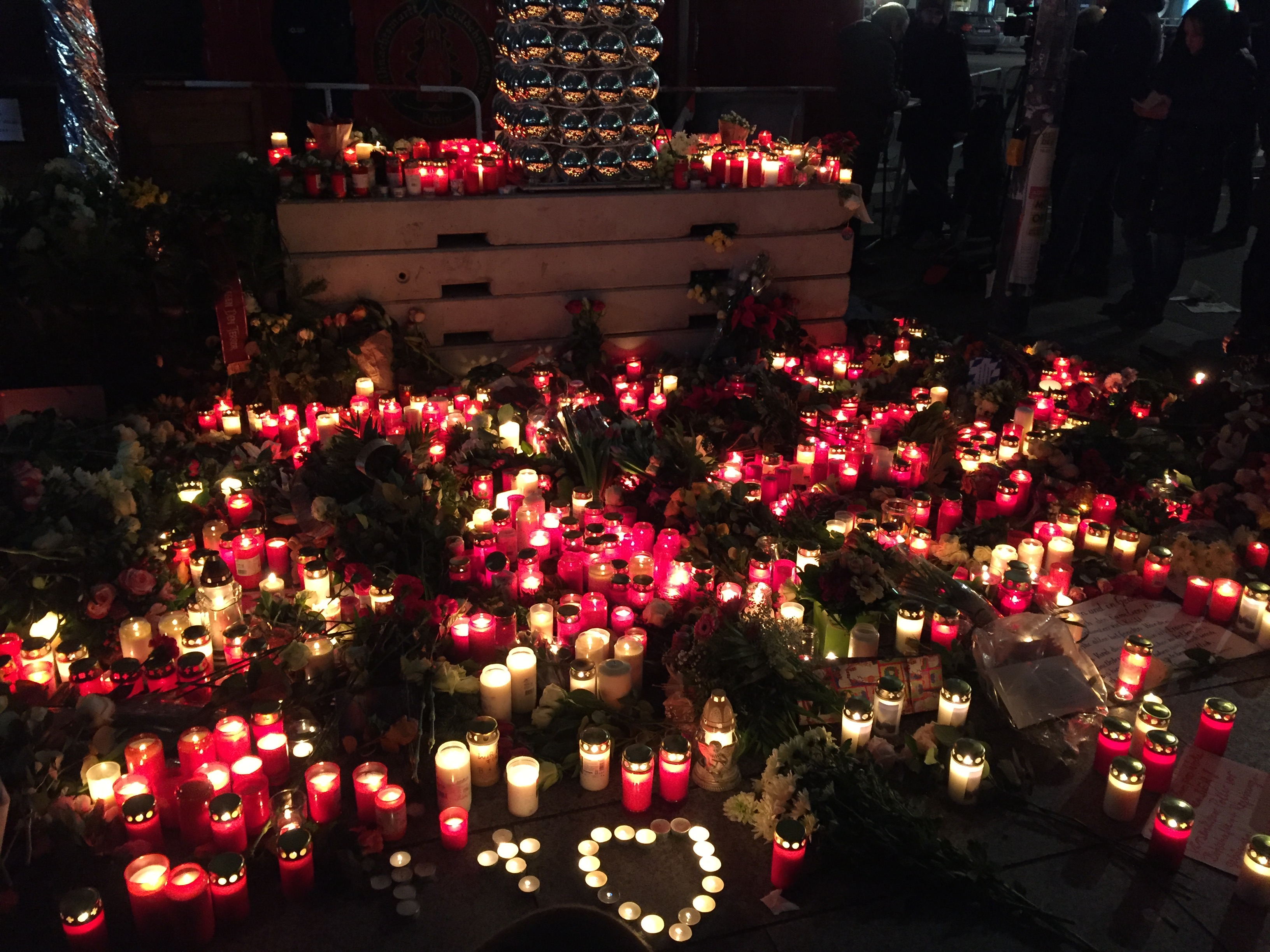
Свечи на месте теракта в память о жертвах, 20 декабря 2016

Одна из погибших иностранцев — 31-летняя итальянка Фарбиция ди Лоренцос (итал. Fabrizia Di Lorenzos), с 2013 года проживающая в Берлине. Тело девушки было опознано одним из последних, и в первые дни итальянка числилась среди пропавших без вести. Тело израильской туристки Далии Эльяким (ивр. דליה אליקים‎) было опознано только 21 декабря, до того она также числилась пропавшей без вести. Её муж, Рами Эльяким (ивр. רמי אליקים‎), получил тяжёлые ранения и перенёс сложную операцию, однако его жизни больше не угрожает опасность. Имя погибшего гражданина Украины не сообщается по просьбе его родственников. Известно, что ему было 44 года, он уже 15 лет жил в Берлине, работал в сфере IT-технологий, но оставался гражданином Украины. Последним, только в ночь с 22 на 23 декабря, на основании анализа ДНК предоставленного мужем, было опознано тело гражданки Чехии, работавшей в Берлине, Нади Чижмаровой (чеш. Naďa Čižmárová).
В первые дни после теракта в немецких СМИ появилась информация о том, что по причине «дыры» в немецком законодательстве жертвы теракта на рождественской ярмарке не могут рассчитывать на материальную компенсацию, так как соответствующее законодательство специально оговаривает, что подобная компенсация не предполагается в случае повреждений, нанесённых транспортным средством. Однако министр труда Германии Андреа Налес заверила семьи погибших и пострадавших, что все жертвы теракта смогут получить денежную компенсацию из другого фонда. Тем не менее, по её словам, в министерстве труда будет организована специальная группа, которая проверит необходимость изменения немецкого законодательства о компенсациях жертвам.
Одна из жертв скончалась в 2021 от полученных ранений при наезде.

## Реакции

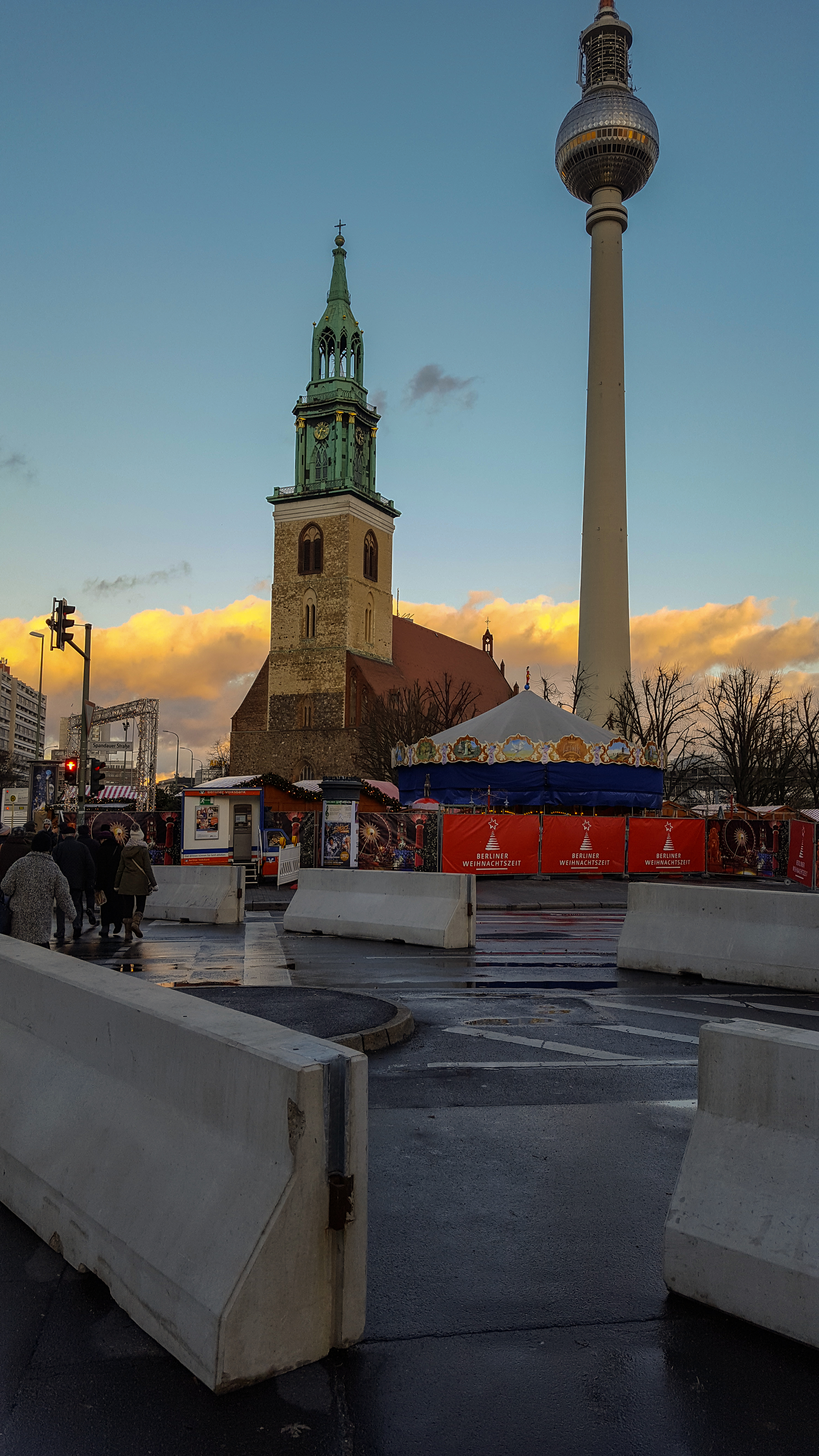
Рождественский базар на Александерплац с защитными бетонными плитами, 26 декабря 2016 года

Президент России Владимир Путин передал слова сочувствия и поддержки родным и близким погибших и пожелал выздоровления всем, кто пострадал.
Избранный президент США Дональд Трамп в своём соболезновании отметил, что убиты «невинные мирные жители, готовившиеся отмечать Рождество», «„Исламское государство“ и исламистские террористы постоянно устраивают резню христиан в их общинах и местах отправления культа».
Канцлер Германии Ангела Меркель сказала, что будет «горестно для всех нас, если подтвердится, что преступник был беженцем», «это особенно отвратительно на фоне того, что многие немцы посвятили себя помощи беженцам».
Представитель партии евроскептиков «Альтернатива для Германии» заявил, что это «атака не только на нашу свободу и наш образ жизни, но и на нашу христианскую традицию»; по его словам, Германия разделена по иммиграционному вопросу. Британский евроскептик Найджел Фараж сказал, что подобные случаи станут «наследием Меркель».
Итальянский евроскептик Беппе Грилло из движения «Пять звёзд», комментируя свободное прибытие Амри из Берлина в Италию, призвал к ужесточению миграционной политики, назвав Европу «проходным двором для террористов». Аналогичное заявление сделал один из лидеров партии «Лига Севера» Маттео Сальвини.
Французский политик Марин Ле Пен выразила недовольство тем, что вооружённые джихадисты свободно передвигаются по Европе, предположив, что Амри бежал из Берлина в Италию через Францию. По её мнению, бегство Амри является «симптомом катастрофы безопасности»; она призвала вернуть Франции суверенитет и полный контроль над национальными границами. Ряд французских политиков потребовал от министра внутренних дел Франции разъяснений, каким образом Амри пересёк страну.
В Берлине мусульмане и христиане провели совместное вигильное бдение в знак солидарности с жертвами нападения.
Похороны погибшего польского водителя Лукаша Урбана посетил президент Польши Анджей Дуда. В польском обществе разгорелась дискуссия о безопасности европейских дальнобойщиков, среди которых четверть составляют поляки. Память Урбана польские дальнобойщики почтили длинным гудком на дорогах Европы.
В начале февраля 2017 года немецкий Бундестаг принял закон, предписывающий ношение «электронных браслетов» для всех лиц, находящихся в списке потенциальных террористов.

## После теракта
Грузовик, захваченный террористом, был конфискован немецкими службами в качестве доказательства. По сообщениям СМИ, транспортное средство будет переправлено в Польшу и передано владельцу 13 апреля 2017 года. Также сообщается, что Журавский планирует востребовать компенсацию материального ущерба с правительства Германии.

## Память
В Щецине (Польша) установлена мемориальная доска жертвам теракта.